# Pardosa tumida
Pardosa tumida este o specie de păianjeni din genul Pardosa, familia Lycosidae, descrisă de Barnes, 1959. Conform Catalogue of Life specia Pardosa tumida nu are subspecii cunoscute.